# Elizabeth Addo
Pour les articles homonymes, voir Addo (homonymie).
Elizabeth Addo, née le 1er septembre 1993 à Accra, est une footballeuse internationale ghanéenne. Elle évolue au poste d'attaquante à Al-Hilal.

## Biographie

### En club
Elisabeth Addo commence le football avec les Tesano Ladies, avant de lancer sa carrière senior aux Athleta Ladies. En 2012, elle s'expatrie pour la première fois et signe chez les Rivers Angels.
En 2016, après une saison à Ferencváros, elle rejoint Kvarnsvedens en Suède.
Elizabeth Addo est recrutée par les Boston Breakers pour la saison 2018, mais la franchise est démantelée, et elle rejoint finalement le Seattle Reign. Elle est ensuite prêtée en Australie aux Western Sydney Wanderers.
En 2019, elle quitte Seattle et signe au Jiangsu Suning. Elle y rejoint son ancienne coéquipière à Kvarnsvedens Tabitha Chawinga, remporte quatre titres nationaux et termine deuxième du tournoi de l'AFC. Elle est nommée joueuse ghanéenne de l'année.
Avec la pandémie de covid-19, les compétitions sont arrêtées et elle finit par rompre son contrat avec Jiangsu et rejoint les Chypriotes de l'Apollon Limassol.
En 2021, elle revient en NWSL et signe pour le North Carolina Courage. Elle quitte la franchise américaine dès avril pour s'engager à Djurgården en Damallsvenskan.
Elle signe ensuite en Turquie à Beşiktaş pour la saison 2022.
Pour la saison 2023, elle rejoint le championnat saoudien et le club d'Al-Hilal en prêt.

### En sélection
Elizabeth Addo évolue dans toutes les catégories de jeunes, puis en équipe senior. Elle emmène notamment le Ghana en finale de la coupe du monde des moins de 14 ans en 2007. Elle dispute deux coupes du monde des moins de 17 ans et deux coupes du monde des moins de 20 ans.
À la CAN 2016, elle inscrit trois buts lors des deux premiers matches.
En 2021, elle critique le manque de professionnalisme de la préparation de la sélection ghanéenne. Elle n'est plus sélectionnée par la suite.

## Palmarès
River Angels
- Championnat du Nigeria
  - Championne : 2014
- Aiteo Cup
  - Vainqueure : 2013, 2014

 Ferncváros TC
- Championnat de Hongrie
  - Championne : 2016
- Coupe de Hongrie
  - Vainqueure : 2016

 Jiangsu Suning
- Super Ligue
  - Championne : 2019
- Championnat de Chine
  - Championne : 2019
- Coupe de Chine
  - Vainqueure : 2019
- Supercoupe de Chine
  - Vainqueure : 2019
- Championnat des clubs de l'AFC
  - Deuxième : 2019